# Nero d'Avola (vitigno)
Il Nero D'Avola, o Calabrese, è un vitigno a bacca nera siciliano.
Originario della zona della città di Avola, è prodotto in particolare nelle province di Agrigento, Trapani e Palermo, ma anche di Caltanissetta, Siracusa, Ragusa, vanta circa 15.000 ettari di superficie complessiva. Esistono diverse differenze di carattere fra i Nero D'Avola prodotti nella parte centro occidentale della Sicilia e quelli della zona sud-orientale: i primi risultano quasi sempre più fruttati e dolci al palato; i Nero D'Avola coltivati nella zona sud-orientale, sono decisamente più fini e articolati, con spiccati sentori di fiori secchi e spezie.

## Nome
Il nome deriva dal frutto a "bacca nera", e dalla città siracusana di Avola.
Il sinonimo "Calabrese", con cui il vitigno era indicato nell'Ottocento, nasce probabilmente da un'errata italianizzazione del siciliano "Calaravrisi", che significa "uva (cala) di Avola". Altri sinonimi utilizzati sono infatti Calea-Aulisi e Calaulisi.
In riferimento al vino fatto con uve "calabresi", chiamato dagli anziani del posto "calaurisi" proveniente da Calauris, che è un'isola dell'Egeo, invece potrebbe essere stato tradotto male col nome di calabrese (inteso come uva originaria dalla calabria; considerando che tutta la parte orientale dell'isola ha avuto influenze Greche (Magna Grecia) potrebbe essere un'altra ipotesi plausibile).

## Caratteristiche
I vini prodotti da uve di Nero D'Avola sono esportati in tutto il mondo. Presentano una buona acidità che dà loro possibilità di lungo invecchiamento, se ben conservati e se provenienti da alcune zone, soprattutto quelle dette prima, meglio ancora se provenienti da uve coltivate con il tradizionale sistema detto ad "alberello" portato in Sicilia dai Greci fra il VIII e il VII secolo a.C.
Sono tipicamente vini di forte carattere, talvolta un po' spigolosi talvolta molto eleganti. Al naso presentano vari sentori: alcuni di spezie e viole, altri di frutta a bacca rossa più o meno matura, altri ancora caratteristici profumi eterei dovuti all'alcolicità.
Il Nero D'Avola è presente sul mercato sia in purezza sia assieme ad altre uve.
Il più antico di questi uvaggi è il Cerasuolo di Vittoria DOCG (titolo alcolometrico 13%) ricavato da Nero D'Avola e Frappato, che è prodotto sulla costa meridionale della Sicilia fra Ragusa e Gela.
Ai nostri giorni, talvolta è utilizzato per il blending con vini come il Merlot, il Cabernet-sauvignon e soprattutto con il Syrah.